# Tornó község
Tornó község (románul: Comuna Târnova) község Krassó-Szörény megyében, Romániában. Központja Tornó, hozzá tartozik Bratova.

## Népessége
A 2011-es népszámlálás adatai alapján a község népessége 1731 fő volt.